# عين اسناد (الحايط الفوقي العليق)
عين اسناد هو دُوَّار يقع بجماعة بني حرشان، إقليم تطوان، جهة طنجة تطوان الحسيمة في المملكة المغربية. ينتمي الدوّار لمشيخة الحايط الفوقي العليق التي تضم 22 دوار. يقدر عدد سكانه بـ 205 نسمة حسب الإحصاء الرسمي للسكان والسكنى لسنة 2004.

## روابط خارجية
- البوابة الوطنية للجماعات الترابية نسخة محفوظة 12 مارس 2018 على موقع واي باك مشين.
- المندوبية السامية للتخطيط